# Вествуд (Ајова)
Вествуд (енгл. Westwood) град је у америчкој савезној држави Ајова. По попису становништва из 2010. у њему је живело 112 становника.

## Демографија
Према попису становништва из 2010. у граду је живело 112 становника, што је -15 (-11.8%) становника више него 2000. године.
| Група             | 2000.       | 2010.        |
| Белци             | 122 (96,1%) | 112 (100.0%) |
| Афроамериканци    | 1 (0,8%)    | 0 (0,0%)     |
| Азијати           | 0 (0,0%)    | 0 (0,0%)     |
| Хиспаноамериканци | 0 (0,0%)    | 0 (0,0%)     |
| Укупно            | 127         | 112          |